# Lista siturilor arheologice din județul Alba - I
Lista siturilor arheologice din județul Alba - I conține toate siturile arheologice din județul Alba înscrise în Repertoriul Arheologic Național (RAN) și aflate în localități al căror nume începe cu litera I. RAN este administrat de Ministerul Culturii și Patrimoniului Național și cuprinde date științifice, cartografice, topografice, imagini și planuri, precum și orice alte informații privitoare la zonele cu potențial arheologic, studiate sau nu, încă existente sau dispărute.
Puteți căuta un sit din localitățile care încep cu litera I folosind formularul de mai jos sau puteți naviga prin toate siturile din județ la Lista siturilor arheologice din județul Alba.
| Cuprins                                                       |
| ------------------------------------------------------------- |
| Top - A B C D E F G H I J K L M N O P Q R S Ș T Ț U V W X Y Z |

| Cod RAN                              | Denumire | Localitate                                       | Adresă         | Datare   | Descoperit | Coordonate                                              | Imagine           | Erori            |
| ------------------------------------ | --- | ------------------------------------------------ | -------------- | -------- | ---------- | ------------------------------------------------------- | ----------------- | ---------------- |
| 4954.01.01 (Cod LMI: AB-I-s-B-00047) | Așezarea din epoca bronzului de la Ighiel - "Piatra Poienii" / ansamblu anonim (Categorie: locuire civilă) (Tip: Așezare) | sat Ighiel, comuna Ighiu                         | Piatra Poienii |          |            |                                                         | Încărcați imagine | Raportați eroare |
| 4936.01.01 (Cod LMI: AB-I-s-B-00048) | Castrul de la Ighiu - "Măgulici" / ansamblu anonim (Categorie: locuire militară) (Tip: Castru de pământ)                  | sat Ighiu, comuna Ighiu                          | Măgulici       |          |            | 46°07′45″N 23°29′43″E / 46.1292861111°N 23.4951638889°E | Încărcați imagine | Raportați eroare |
| 1384.01                              | Topor eneolitic de la Izvoarele (Categorie: descoperire izolată) (Tip: obiect izolat)                                     | localitate componentă Izvoarele, municipiul Blaj |                |          |            |                                                         | Încărcați imagine | Raportați eroare |
| 8906.01.01                           | Situl arheologic de la Inuri / ansamblu anonim (Categorie: locuire civilă) (Tip: Așezare)                                 | sat Inuri, comuna Vințu de Jos                   |                |          |            |                                                         | Încărcați imagine | Raportați eroare |
| 8906.01.02                           | Situl arheologic de la Inuri / ansamblu anonim (Categorie: locuire civilă) (Tip: Așezare)                                 | sat Inuri, comuna Vințu de Jos                   |                |          |            |                                                         | Încărcați imagine | Raportați eroare |
| 8906.01.03                           | Situl arheologic de la Inuri / ansamblu anonim (Categorie: locuire civilă) (Tip: Așezare)                                 | sat Inuri, comuna Vințu de Jos                   |                | Coțofeni |            |                                                         | Încărcați imagine | Raportați eroare |
| 8906.01.04                           | Situl arheologic de la Inuri / ansamblu anonim (Categorie: locuire civilă) (Tip: Așezare)                                 | sat Inuri, comuna Vințu de Jos                   |                |          |            |                                                         | Încărcați imagine | Raportați eroare |